# San Martín de Rubiales
San Martín de Rubiales ist ein Ort und eine Gemeinde (municipio) mit nur noch 139 Einwohnern (Stand: 2024) im Südwesten der Provinz Burgos in der Autonomen Gemeinschaft Kastilien und León.

## Lage und Klima
Der Ort San Martín de Rubiales liegt in der Kastilischen Hochebene (meseta) ungefähr 500 m nördlich des Duero und ca. 95 km (Fahrtstrecke) südwestlich der Provinzhauptstadt Burgos in einer Höhe von ca. 800 m. Die Stadt Aranda de Duero befindet sich ca. 31 km östlich; der sehenswerte Ort Peñafiel befindet sich knapp 15 km südwestlich. Das Klima ist gemäßigt bis warm; Regen (ca. 445 mm/Jahr) fällt übers Jahr verteilt.

## Bevölkerungsentwicklung
| Jahr      | 1857  | 1900 | 1950 | 2000 | 2018 |
| Einwohner | 1.038 | 939  | 759  | 262  | 141  |

Die Reblauskrise im Weinbau und später dann die Mechanisierung der Landwirtschaft sowie die Aufgabe bäuerlicher Kleinbetriebe haben seit den 1850er Jahren zu einem Mangel an Arbeitsplätzen und in der Folge zu einer Abwanderung eines Großteils der Bevölkerung in die Städte geführt (Landflucht).

## Wirtschaft
Die Region war jahrhundertelang nahezu ausschließlich zum Zweck der Selbstversorgung von der Landwirtschaft geprägt; große Bedeutung hatten auch die Viehzucht und der Weinbau. Haltbare oder haltbar gemachte Lebensmittel wie Getreide, Käse, Wurst etc. konnten auf den Märkten in Aranda de Duero getauscht oder verkauft werden; der Wein der Region wurde bis nach Mittel- und Nordeuropa verschifft. Die Gemeinde gehört heute zum Weinbaugebiet Ribera del Duero.

## Geschichte

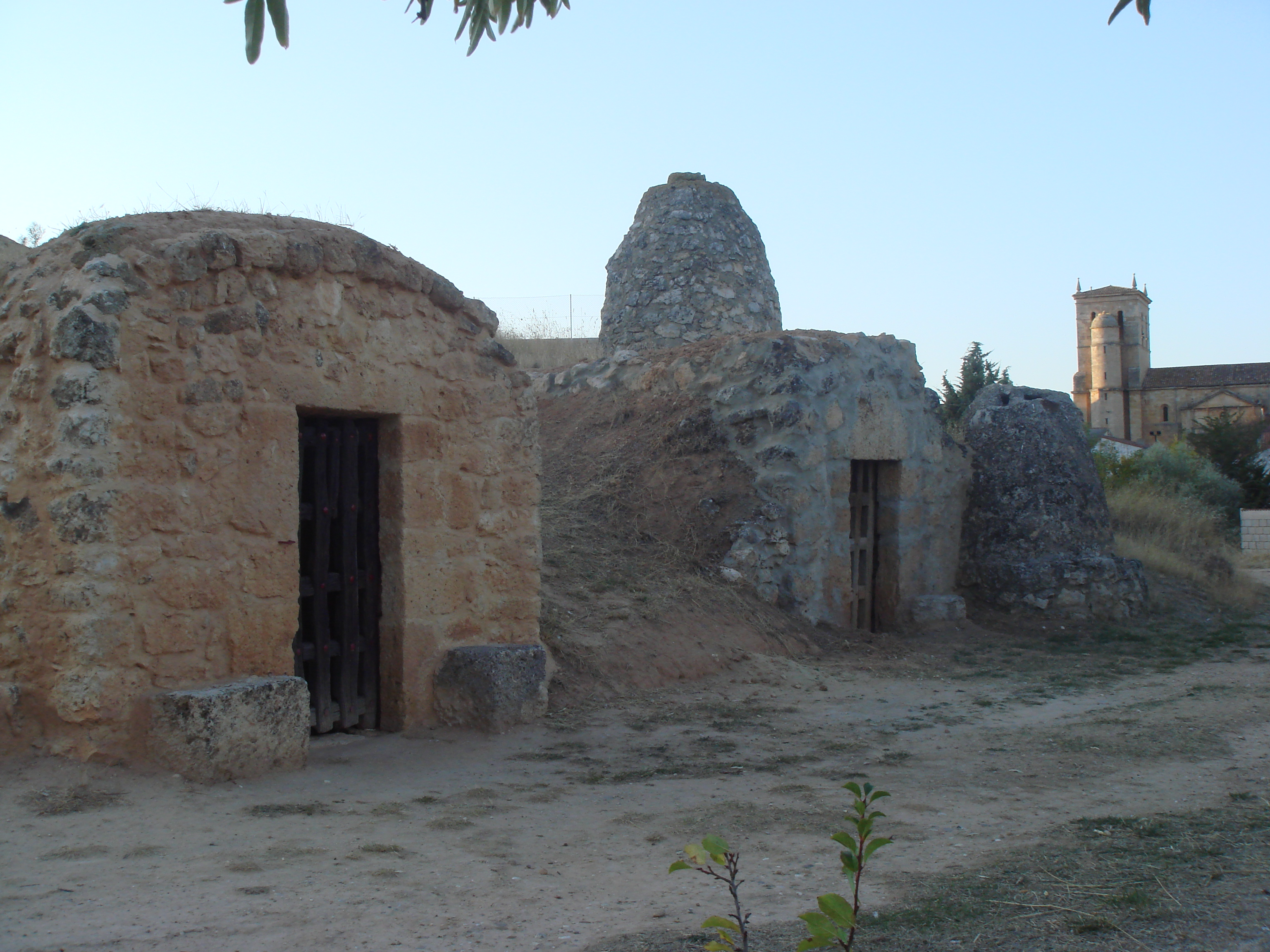
San Martín de Rubiales – Bodegas und Iglesia

Funde aus keltischer, römischer Zeit, westgotischer und selbst aus islamisch-maurischer Zeit wurden auf dem Gemeindegebiet bislang nicht gemacht. Ende des 9. Jahrhunderts wurde die Gegend von Diego Rodríguez Porcelos (reg. 873–885), dem zweiten Grafen Kastiliens und Gründer von Burgos zurückerobert (reconquista) und wiederbesiedelt (repoblación). Aus dem Jahr 1200 ist die Gründung eines Hospitals durch Alfons VIII. von Kastilien in der Nähe der Brücke über den Duero dokumentiert.

## Sehenswürdigkeiten
- Die aus dem 16. Jahrhundert stammende Iglesia de San Martín war ursprünglich einschiffig; im 17. Jahrhundert wurde der Bau um ein weiteres Schiff ergänzt und der Glockenturm (campanario) mit seitlichem Treppenturm wurde vollendet. Im Innern bewahrt sie eine Muttergottesstatue aus dem 16. Jahrhundert.[4][5]
- Die Ermita de San Juan stammt aus dem Jahr 1708. Der Altar zeigt ein Bildnis der Jungfrau von Fátima.
- Am Ortsrand sind zahlreiche Felskeller (bodegas) aus dem bröseligen Gestein herausgearbeitet worden.